# TaleWorlds Entertainment
TaleWorlds Entertainment — незалежний турецький розробник і видавець відеоігор, розташований в Анкарі, Туреччина, заснований у 2005 році. TaleWorlds є офіційним брендом İkisoft Software Company  і розробляють ігри для ПК під брендом «TaleWorlds Entertainment» з 2005 року. Перша гра компанії, Mount & Blade, була завершена у вересні 2008 року, її друга гра Mount & Blade: Warband була випущена 29 березня 2010 року, а третя гра, Mount & Blade: With Fire & Sword, була випущена 3 травня 2011 року, а зовсім недавно студія випустила приквел до Warband, Mount & Blade II: Bannerlord, 30 березня 2020 року як назву для раннього доступу. Їхня студія розташована в Близькосхідному технічному університеті.

## Історія
Компанія TaleWorlds Entertainment була заснована Армаганом Явузом, який вивчав комп’ютерну інженерію в Білкентському університеті. Компанія була створена після того, як члени ігрової спільноти підтримали його гобі-проєкт під назвою Mount & Blade, коли він ще перебував на стадії бета-тестування. Компанія почала продавати електронні копії бета-версії гри в Інтернеті, яка фінансувала розробку своєї першої гри шляхом прибутку від онлайн-продажів.
Опублікувавши свою першу гру в 2008 році, TaleWorlds Entertainment вдалося продати понад один мільйон копій гри по всьому світу та повідомили про виторг понад три мільйони доларів. Компанія розробила свою другу гру Mount & Blade: Warband як продовження першої.
У 2012 році було оголошено, що TaleWorlds Entertainment працює над новою грою для серії Mount & Blade під назвою Mount & Blade II: Bannerlord. У 2019 році було анонсовано ранню версію гри, яка вийшла 30 березня 2020 року.
Компанія, яка видає свої ігри під видавництвом Paradox Interactive, розлучилася з Paradox у 2014 році та стала незалежним виробником.
Компанія відвідала E3 у 2016 році для Mount & Blade II: Bannerlord і стала першою турецькою компанією, яка відкрила там власний стенд. Mount & Blade II: Bannerlord було випущено в дочасний доступ 30 березня 2020 року.

## Ігри
| № | Назва                                    | Рік  | Розробник                                                   |
| - | ---------------------------------------- | ---- | ----------------------------------------------------------- |
| 1 | Mount & Blade                            | 2008 | TaleWorlds Entertainment                                    |
| 2 | Mount & Blade: Warband                   | 2010 | TaleWorlds Entertainment                                    |
| 2 | Mount & Blade: Warband - Napoleonic Wars | 2012 | TaleWorlds Entertainment, Flying Squirrel Entertainment     |
| 2 | Mount & Blade: Warband - Viking Conquest | 2014 | TaleWorlds Entertainment, Brytenwalda Studios               |
| 3 | Mount & Blade: With Fire & Sword         | 2011 | TaleWorlds Entertainment, Snowberry Connection, Студія СіЧъ |
| 4 | Mount & Blade II: Bannerlord             | 2020 | TaleWorlds Entertainment                                    |